# Ofensiva de Garcia Ramires (1141)
L'Ofensiva de Garcia Ramires, rei de Pamplona és la campanya militar iniciada 1141 i que es perllongaria fins al 1146.

## Context
L'ofensiva s'emmarca en la problemàtica sorgida arran del Testament d'Alfons I d'Aragó (1131) per la seva successió.

## L'ofensiva
L'ofensiva s'inicià el 1141, quan Garcia Ramires aprofità la conjuntura i traspassà amb les seves hosts la frontera d'Aragó. El febrer del 1141 saquejà Jaca, per passar després a ocupar Malón i Barillas. El 1142 també ocupà Pedrola, Sos del Rey Católico, Tarassona, Petilla de Aragón, Gallipienzo i amenaçà Saragossa.

## Recuperació
No seria fins a l'abril del 1144 quan es pogueren recuperar Sos del Rey Católico i Tarassona.

## Segona ofensiva
La segona meitat del 1146 es produirà una nova ofensiva navarresa que durà a l'ocupació de Tauste, Pradilla i Bierlas.

## Conseqüències
No s'arribà a una treva fins al novembre del 1146, amb la Pau de San Esteban de Gormaz.